# 绿翅鸭

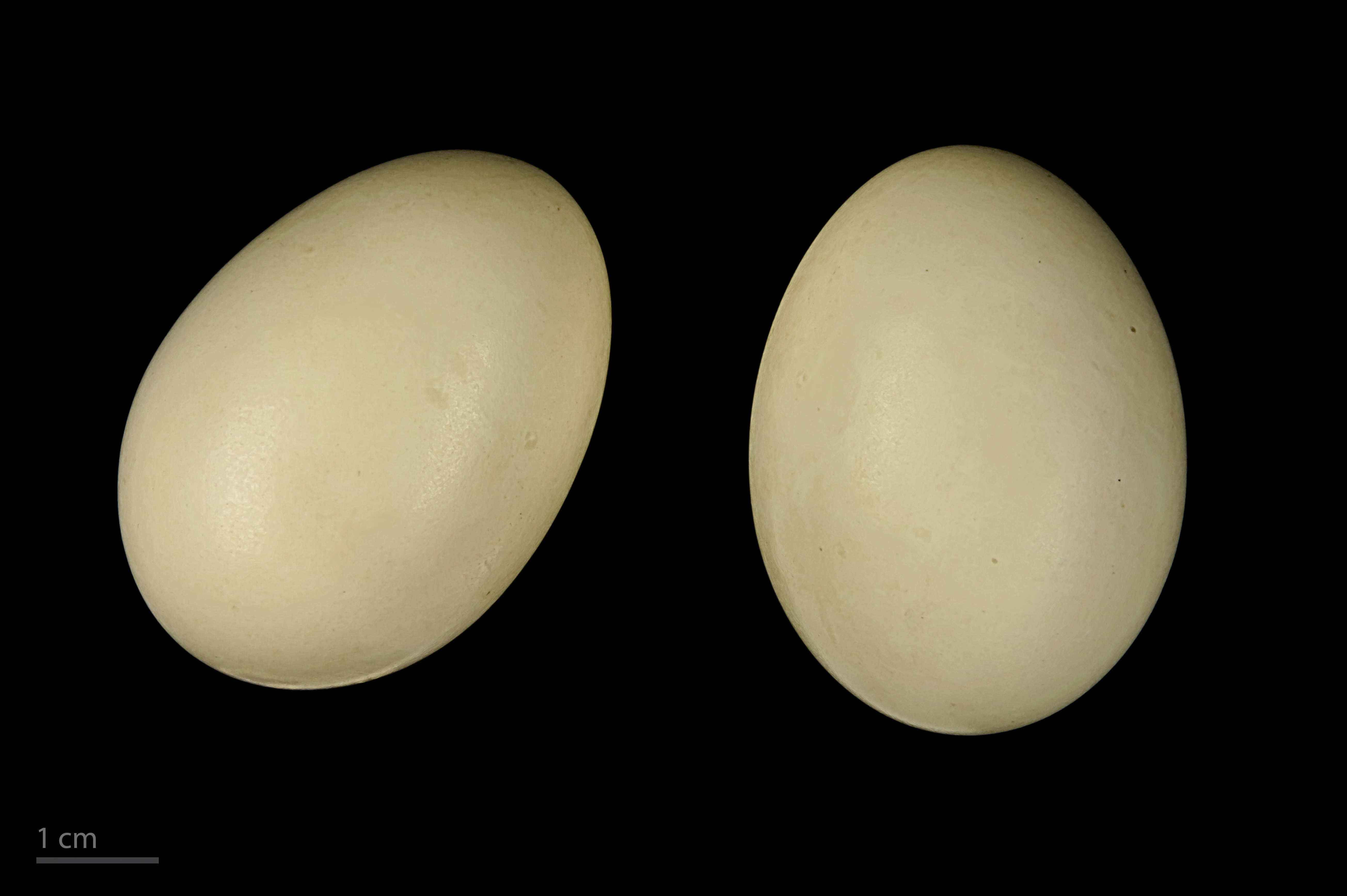
绿翅鸭（Anas crecca）的卵

，又名小凫、小麻鸭、小蚬鸭、小食鸭。

## 特征

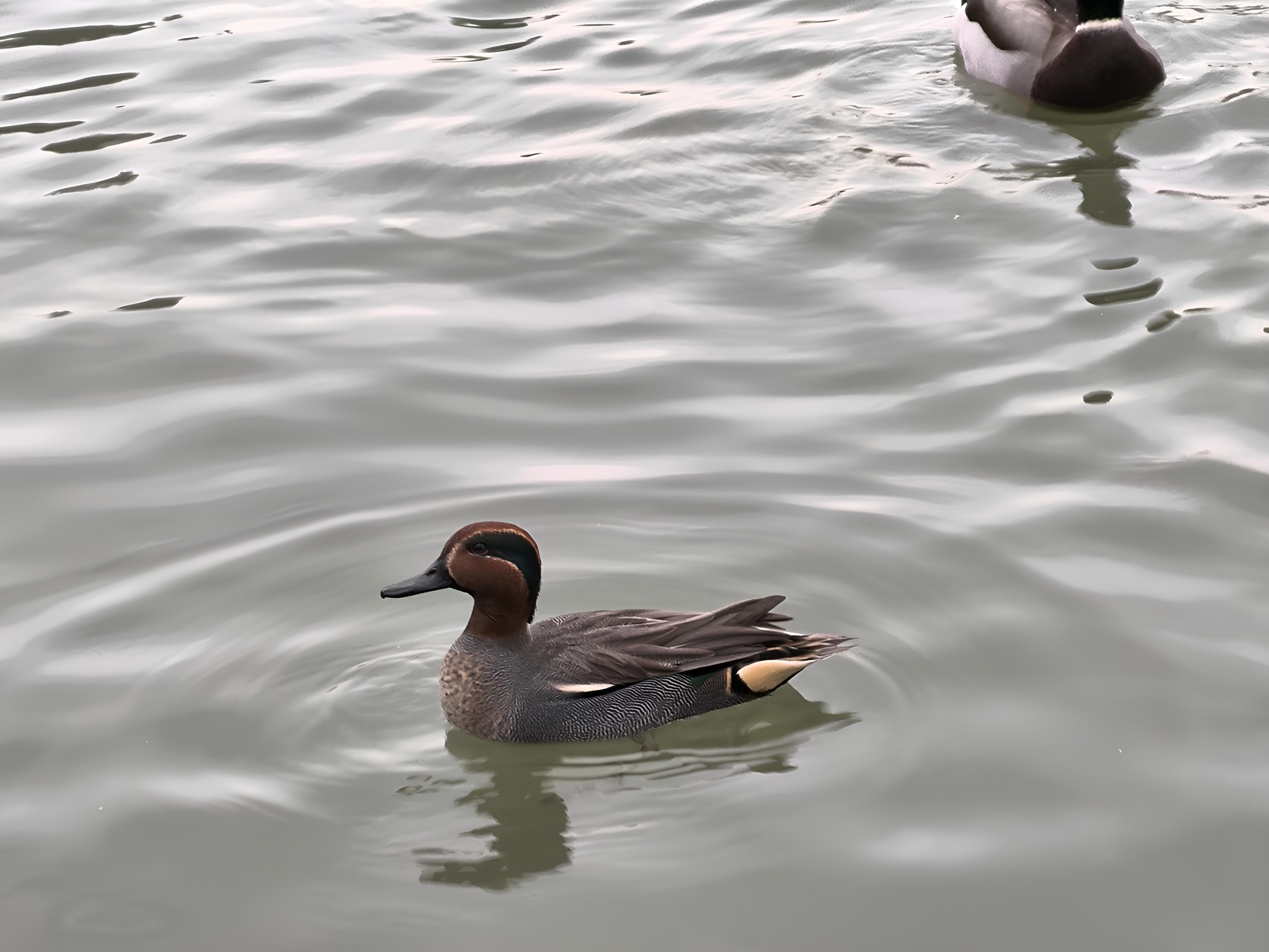
北京大学未名湖中的绿翅鸭

绿翅鸭是体形最小的河鸭属鸟类之一，体长不到40公分，仅为常见的绿头鸭的2/3。本物种雄雌异形异色，「雄鸟」头颈部基色为栗褐色，从两侧眼周开始直到颈侧分布者一条绿色的色带，呈逗号的形状，与栗褐色的底色形成鲜明的对比，而脸上的这个「绿色大逗号」也是辨识绿翅鸭雄鸟的重要特征，除了大逗号，从嘴基开始有一条淡淡的白色细线延伸到眼前；上背、肩部、两胁远看灰色，进看则为白色底色上密布黑色幼细横纹；下背和腰部褐色，尾上覆羽黑色；翼镜为与头部“大逗号”相同的翠绿色，初级飞羽最外侧一枚白色，当双翅收拢时在上体和下体之间形成一条醒目的白色横带，这也是鉴别本物种的重要特征；胸部和上腹部淡褐色，具深褐色的圆斑，尾下覆羽为奶黄色，在臀部形成一块具有黑色绒边的奶黄色块，这是鉴别本物种的第三大特征。'雌鸟'为雄鸟的暗色版本，通体以褐色为基调，并不具有雄鸟所具有的「面部大逗号」、「体侧白线」和「奶油屁股」这三大特征，但雌鸟保持了翠绿色的翼镜，并有着非常小巧的身材，这都是本物种雌鸟的鉴别特征。虹膜褐色；嘴和腳都是灰色。　

## 生态环境
绿翅鸭常集群栖息于平静的水面，在湖泊、沼泽、河流平缓处常能看到他们的群体；偶尔也见于海岸地区。常可见本物种与体形接近的白眉鸭和其他雁形目动物混群。本物种常在晨昏活动，白天藏身于近水的草丛和灌丛中睡觉，晨昏时结群飞往附近的水面觅食活动，小群飞行时，常排成有序的人字型队列。

## 分布地域
绿翅鸭繁殖于北美洲北部、欧洲北部、亚洲北部。地域包括法国、意大利、巴尔干半岛一线以北的欧洲地區；和西伯利亚、蒙古、日本北海道；中国的新疆天山山脉、东北北部中部；越冬于中美洲、非洲中部、印度、印度尼西亚、菲律宾，中国海南、广东、福建、台湾等沿海地区也有一小部分在北京怀柔水库越冬，於每年春秋的遷徙季节，在繁殖区和越冬区之间的广泛区域均可见本物种过境。

## 食物
小水鴨是草食性的鳥類，他們的食物包括草籽、谷物、水草等，在秋收後吃螺獅等軟體動物。

## 繁殖与保护
绿翅鸭曾经是中国东部最常见的候鸟之一，在迁徙季节，本物种结成遮天闭日的大群从天空飞过，景象非常壮观。据野外调查的结果，1970年代在中国广东沿海越冬的野鸭中有超过1/3的个体系本物种，由于本物种数量巨大，且肉质鲜美，中医传统理论认为本物种可以作为药物，造成本物种遭到非法捕猎的严重威胁，数量正在不断减少，早已不复当年的盛境，如不积极采取保护措施，难免重蹈旅鸽覆辙。